# 1049

## Evenimente
- 12 februarie: Leon al IX-lea îl succede ca al 152-lea papă, pe Damasus al II-lea.

## Decese
- 12 ianuarie: Abū-Sa'īd Abul-Khair, poet persan (n. 967)
- Eustațiu I de Boulogne, conte de Boulogne (n. ?)